# Mario Briceño Iragorry
Mario Briceño Iragorry é um município da Venezuela localizado no estado de Aragua. A capital do município é a cidade de El Limón.